# La serva scaltra
La serva scaltra (auch La moglie a forza oder Dorilla e Balanzone, deutsch: Die listige Magd oder Die verschmitzte Junge-Magd) ist ein Opern-Intermezzo in drei Teilen von Johann Adolph Hasse (Musik). Der Librettist ist nicht bekannt. Die Uraufführung fand am 4. November 1729 im Teatro San Bartolomeo in Neapel zwischen den Akten von Hasses Oper Il Tigrane statt.

## Handlung

### Erster Teil
Straße
Die Dienstmagd Dorilla beobachtet den etwas einfältigen Balanzone, wie er auf der Straße hin- und herstolziert und von seiner Liebsten, Dorillas Herrin, schwärmt. Dorilla gaukelt ihm seit einiger Zeit vor, dass seine Liebe erwidert werde, obwohl ihre Herrin überhaupt nichts von ihrem Verehrer weiß. Dorilla beschließt, sich wie üblich einen Spaß mit ihm zu machen. Sie behauptet, von ihm beleidigt worden zu sein, und fordert eine Tabakdose als Gegenleistung für Auskünfte über ihre Herrin. Anschließend berichtet sie ihm einige nichtssagende Worte (Arie Dorilla: „Poc’anzi la Signora“). Damit ist Balanzone nicht zufrieden. Er beklagt sich darüber, dass er noch nie mit seiner Angebeteten sprechen konnte (Arie Balanzone: „M’avea amor già sbalordito“). Dorilla verspricht, ihn noch heute mit ihrer Herrin zusammenzubringen. Zuvor müsse er allerdings mit ihr den Ablauf des Treffens einüben, da die Dame aus gutem Hause sei. Dabei beschreibt sie detailliert, auf welche Weise Balanzone ihre Herrin begrüßen soll (Duett: „In vederla si farà“).

### Zweiter Teil
Vorzimmer
Erneut treffen Dorilla und Balanzone zusammen. Durch das lange Warten ist Balanzone beinahe körperlich krank geworden. Er fleht Dorilla an, seiner Angebeteten etwas Geistreiches über ihn zu erzählen. Da bemerkt Dorilla an seiner Hand einen schönen Ring und nimmt sich vor, ihn zu ergattern. Unterdessen stellt sich Balanzone vor, wie seine erste Begegnung mit der Geliebten verlaufen wird (Accompagnato und Arie Balanzone: „Ecco già s’apre la portiera“ – „Signora, per resistere“). Als Dorilla ihn aus seinen Träumen weckt, verwechselt er sie zunächst mit seiner Geliebten. Dorilla behauptet, dass ihre Herrin ihn nicht sehen wolle, weil sie einen Ring ihres Bruders verloren habe und sich deshalb elend fühle. Um sie von dieser Sorge zu befreien, zieht Balanzone seinen eigenen Ring ab und gibt ihn Dorilla, die ihn ihrer Herrin überreichen soll. Dorilla zögert. Sie überlegt, welche verliebten Worte ihre Herrin wohl für Balanzone finden wird (Arie Dorilla: „Per te mio dolce ardore“). Balanzone ist begeistert. Doch seine Geliebte ist immer noch nicht gekommen, und Dorilla bittet ihn weiterhin um Geduld. Auf sein Drängen tut sie so, als würde sie im Nebenzimmer nach ihrer Herrin sehen. Dann behauptet sie, dass diese einen Liebesbeweis von Balanzone fordere. Balanzone ist zu allem bereit. Er zieht sogar sein Schwert, um sich selbst zu töten, falls das ihr Wunsch sein sollte. Dorilla hält ihn davon ab, erklärt dann aber, dass ihre Herrin inzwischen das Haus verlassen habe. In Kürze werde jedoch deren Bruder kommen, so dass er um ihre Hand anhalten könne. Balanzone ist verzweifelt, und Dorilla erklärt ihn für verrückt (Duett: „Parto e nemmeno addio“).

### Dritter Teil
Folgendes Vorzimmer
Dorilla will das Spiel nun beenden. Für ihre letzte List hat sie sich als Bauer verkleidet. Als Balanzone kommt, tut sie zunächst so, als würde sie ihn nicht bemerken und singt eine ländliche Kanzone (Dorilla: „I ho una covata di anitroccoli“). Dann stellt sie sich ihm als ihr eigener Bruder vor und behauptet, ein sehr glückliches Leben auf dem Land zu führen (Arie Dorilla: „Che bel diletto“). Sie erklärt Balanzone, dass sie Bechino heiße und im Auftrag Dorillas gekommen sei, um deren Hochzeit mit ihm, Balanzone, zu arrangieren. Er habe Dorilla schließlich die Ehe versprochen und einen Verlobungsring gegeben. Balanzone versucht, sich herauszureden. Doch da ruft Dorilla/Bechino einige bäuerliche Freunde herein, die ihn bedrohen. Er verliert die Hoffnung (Accompagnato und Arie Balanzone: „O mio tradito amore“ – „Antri ciechi, opachi spechi“). Sie lässt ihn von den Bauern fesseln. Erst als er schwört, Dorilla zu heiraten, gibt sie sich ihm zu erkennen und lässt ihn losbinden. Beide bekennen sich jetzt zu ihrer gegenseitigen Liebe (Duett: „Dolce ardore del mio core“).

## Gestaltung
Das Intermezzo enthält viele satirische Elemente und Slapstick-Witze, die nicht ausschließlich der Komik dienen, sondern auf den sozialen Code zu Beginn des 18. Jahrhunderts anspielen. Der Text des zweiten Teils („Son qual pianta fra due venti“) von Balanzones erster Arie („M’avea amor già sbalordito“) ist eine Parodie auf Texte Pietro Metastasios. Das Schlussduett des ersten Teils, in dem Dorilla und Balanzone sein Treffen mit ihrer Herrin einüben, ist ein getanztes Menuett.
Die Musik erfordert von den Darstellern große vokale Kunstfertigkeit. Balanzones Arie „Antri ciechi, opachi spechi“ im dritten Teil beispielsweise besitzt große Intervallsprünge, die bis zur Tredezime reichen. Auch Dorillas im Stil der Opera seria:13 gehaltene Arie „Per te mio dolce ardore“ im zweiten Teil ist höchst anspruchsvoll. In jedem Teil gibt es Rezitative, Arien für beide Charaktere und ein abschließendes Duett. Hasse erweitert die typische musikalische Struktur der damaligen Intermezzi. Das dritte Teil enthält eine zusätzliche Kanzone für Dorilla („I ho una covata di anitroccoli“), um die ländliche Herkunft ihres angeblichen Bruders darzustellen. Auch die übliche Da-capo-Form behandelt Hasse freier. Das zweite Duett („Parto e nemmeno addio“) wird zwei Mal von Rezitativen unterbrochen. La serva scaltra besitzt zwei größere und zwei kleinere Accompagnato-Rezitative. Üblich war in den damaligen Intermezzi nur ein einziges.
Die Instrumentation entspricht weitgehend einer Triosonate. Die Violinstimmen spielen größtenteils im Unisono oder in Parallelbewegung, während die Viola den Bass oder die zweite Violine verstärkt. In Balanzones „Antri ciechi, opachi spechi“ gibt es zwei Fagotte, die zeitweilig ohne weitere Instrumente spielen, um die düstere Atmosphäre der im Text beschriebenen Blindheit und düsteren Höhlen zu verdeutlichen. Dorillas Arie „Che bel diletto“ im dritten Teil imitiert mit lautmalerischen Pizzicato-Effekten die beschriebenen Frösche und Grillen.
Der unbekannte Textdichter bezieht sich mit den Motiven des Rings, der Reue und der Höhlen („opachi spechi“) auf Ariostos Orlando furioso.

### Musiknummern
Die Oper besitzt die folgende musikalische Struktur:
Erster Teil
- Rezitativ: „Eccolo che sen vien“
- Arie (Dorilla): „Poc’anzi la Signora“
- Rezitativ: „Or tornami Dorilla“
- Arie (Balanzone): „M’avea amor già sbalordito“
- Rezitativ: „Orsù, per acquetarvi“
- Duett (Balanzone, Dorilla): „In vederla si farà“

Zweiter Teil
- Rezitativ: „Animo, su, coraggio“
- Accompagnato (Balanzone): „Ecco già s’apre la portiera“
- Arie (Balanzone): „Signora, per resistere“
- Rezitativ: „Ps, ps, ser Balanzone“
- Arie (Dorilla): „Per te mio dolce ardore“
- Rezitativ: „In succhio io me ne vado“
- Duett (Balanzone, Dorilla): „Parto e nemmeno addio“

Dritter Teil
- Rezitativ: „Per sciogliere ogni intrigo“
- Kanzone (Dorilla): „I ho una covata di anitroccoli“
- Rezitativ: „Che va facendo questo contadino“
- Arie (Dorilla): „Che bel diletto“
- Rezitativ: „E’ un gusto veramente peregrino“
- Accompagnato (Balanzone): „O mio tradito amore“
- Arie (Balanzone): „Antri ciechi, opachi spechi“
- Rezitativ: „Orsù, già il poveraccio“
- Duett (Dorilla, Balanzone): „Dolce ardore del mio core“

## Werkgeschichte

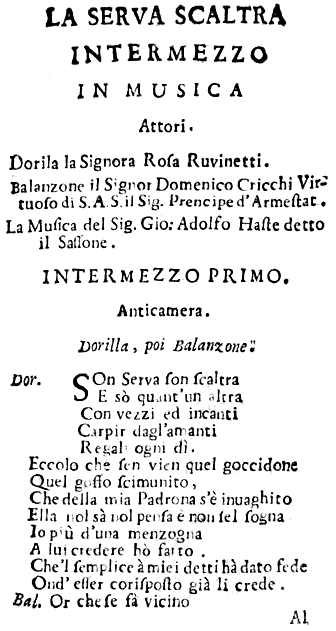
Titelblatt des Librettos, Venedig 1732

Die drei Teile des Intermezzos wurden erstmals am 4. November 1729 im Teatro San Bartolomeo in Neapel mit minimalen Requisiten vor dem geschlossenen Vorhang während der Bühnenumbauten zwischen den Akten und vor der Schlussszene von Hasses Oper Il Tigrane gespielt. Es sang das auf komische Rollen spezialisierte Sängerduo Gioacchino Corrado und Celeste Resse, für das Hasse insgesamt acht Intermezzi komponierte.:8f
Die nächste Aufführung gab es 1732 im Teatro Sant’Angelo in Venedig zusammen mit Tomaso Albinonis L’Ardelinda. Der dort angestellte Intermezzist Domenico Cricchi hatte den seit 1727 in Venedig lebenden Hasse um ein publikumswirksames Werk gebeten. Da hier nur zwei Teile benötigt wurden, überarbeitete Hasse La serva scaltra entsprechend und ersetzte den ersten Teil durch eine Auftrittsarie Dorillas. Cricchi spielte hier zusammen mit Rosa Ruvinetti.:9
1734 heiratete Ruvinetti den Bühnenmaler, Librettisten und Komponisten Girolamo Bon, mit dem sie und Cricchi ab dem folgenden Jahr in Moskau und Sankt Petersburg für den Zarenhof Intermezzi und andere Werke aufführten.:9 In Sankt Petersburg kam es 1735 auch zu einer Aufführung von La serva scaltra unter dem Titel Die verschmitzte Junge-Magd.
Nach ihrem Abschied aus Sankt Petersburg im Jahr 1746 gingen Ruvinetti-Bon und Cricchi nach Dresden, wo Hasse inzwischen als Polnisch-Sächsischer Hofkapellmeister wirkte. Hier spielten sie auch wieder seine italienischen Intermezzi – nun als um Ballette ergänzte Einzelstücke. Ende 1747 wurden die beiden vom preußischen König Friedrich II. für sein neues Theater im Potsdamer Stadtschloss engagiert. Wie in Dresden wurden auch hier Intermezzi mit Balletten kombiniert, jetzt allerdings auf einer richtigen Bühne mit offenbar aufwändigerem Bühnenbild.:10f Das letzte von Cricchi hier aufgeführte Werk war 1752 Hasses La serva scaltra. Man griff nun wieder auf die ursprüngliche dreiteilige Fassung zurück. Außerdem ergänzte man zwei Arien Dorillas und verlängerte das Schlussduett. Da die Bons mittlerweile abgereist waren, sang Nunziata Manzi die Rolle der Dorilla. Diese war offenbar mit der Arie „Per te mio dolce ardore“ überfordert und sang stattdessen eine andere Arie.:13
Weitere Aufführungen des Intermezzos gab es 1740 in Aranjuez und Karneval 1750 im Real Teatro del Buen Retiro in Madrid.
Der Text wurde 1763 auch in einer Vertonung von Giuseppe Scarlatti in Wien aufgeführt.
Den Inhalt des anonymen Librettos erzählte Carlo Goldoni in seinen 1787 erschienenen Memoiren so, als wäre ihm die Geschichte in jungen Jahren um 1729 selbst geschehen. Er hatte in den 1740er Jahren das von Hasse genutzte Libretto Tigrane überarbeitet und dabei wahrscheinlich auch die Intermezzi kennengelernt. Steffen Seiferling vermutete im Programmheft der Berliner Aufführung, dass Goldoni die Episode in seine Lebenserinnerungen einfügte, „um seine jugendliche Unerfahrenheit zu stilisieren.“
Eine erste Aufführung in neuerer Zeit gab es 1978 im Schlosstheater Neues Palais in Potsdam. Ab dem 3. September 1999 wurde das Werk als Koproduktion der Staatsoper Unter den Linden mit den Musikfestspielen Potsdam Sanssouci erneut im Schlosstheater Neues Palais Potsdam sowie im Apollo-Saal der Staatsoper in Berlin gespielt. Es sangen Gemma Bertagnolli (Dorilla) und Wolfgang Newerla (Balanzone). Die Akademie für Alte Musik Berlin spielte unter der Leitung des Konzertmeisters Bernhard Forck und des Cembalisten Raphael Alpermann. Die Inszenierung stammte von Katharina Lang, Bühnenbild und Kostüme von Steffen Kaiser, das Lichtdesign von Henning Streck und die Dramaturgie von Steffen Seiferling.
2004 wurde das Intermezzo unter dem Titel Die erzwungene Ehe in einer Inszenierung von Andreas Geier von der Kammeroper Weißenhorn gespielt. Die musikalische Leitung hatte Heinrich Graf. Irena Bespalovaite sang die Dorilla und Karl-Friedrich Dürr den Balanzone.

## Aufnahmen
- September 1979 – Otmar Suitner (Dirigent), Mitglieder der Staatskapelle Berlin.
 Brigitte Eisenfeld (Dorilla), Reiner Süß (Balanzone).
 Studio-Aufnahme; deutsche Fassung der Deutschen Staatsoper Berlin.
 Eterna 827 508 (1 LP), Berlin Classics 0091142 BC (1 CD).[10]:6821
- Dezember 1989 – Gabriele Catalucci (Dirigent), Mitglieder des Sinfonieorchesters Sassari.
 Bernadette Lucarini (Dorilla), Giorgio Gatti (Balanzone).
 Live aus Sassari; revidierte Fassung von Luciano Bettarini.
 Bongiovanni GB 21012 (1 CD).[10]:6822
- 25. November 2005 – Massimiliano Toni (Dirigent), Deda Cristina Colonna (Regie), Ensemble Strumentale Terza Prattica.
 Cristina Baggio (Dorilla), Federico Sacchi (Balanzone).
 Video, Live-Aufnahme.
 Kicco 9015 (1 DVD).[11]